# Jaropolk I di Kiev
Jaropolk I Svjatoslavič (in russo Ярополк Святославич?, Jaropolk Svjatoslavič; in ucraino Ярополк Святославич?, Jaropolk Svjatoslavyč; in slavo ecclesiastico: Ѩропо́лкъ Свѧтосла́вичъ; Kiev, 955 circa – Roden', 11 giugno 978) è stato Gran Principe di Kiev dal 972 alla morte.  Personaggio storico dai contorni abbastanza incerti, Jaropolk era figlio di Svjatoslav I e fratellastro di Vladimir I.

## Gioventù
La data precisa della nascita di Jaropolk rimane sconosciuta. Figlio di Svjatoslav I di Kiev, Jaropolk viene ricordato nella Cronaca degli anni passati quando, nel 968, Ol'ga con tre suoi pronipoti (tra i quali Jaropolk) rimase a Kiev durante l'assalto dei Peceneghi.
Svjatoslav I affidò al figlio Jaropolk la città di Kiev, nominandolo knjaz nel 969, quando partì per la sua campagna militare contro l'impero bizantino.. Svjatoslav progettava di tornare a regnare sulla Rus' di Kiev dopo aver conquistato Preslav, in Dobrugia.
La nonna di Jaropolk, Ol'ga, si era convertita al cristianesimo e cercava di convincere il nipote ad abbracciare la nuova fede.  Ciononostante, Jaropolk preferì rimanere fedele alla religione tradizionale slava.
Nel 972 il generale Sveneld rientrò a Kiev con la notizia della morte di Svjatoslav sulle rapide del Dnepr, per mano dei Peceneghi. Così, da quell'anno, Jaropolk divenne gran principe della Rus' di Kiev.

## Contatti con Occidente
Già dai tempi di Svjatoslav era in atto una forte tensione tra la Rus' di Kiev e l'impero bizantino. Per questo motivo Jaropolk tentò di allacciare contatti con i nemici dell'impero bizantino nell'Europa occidentale.
Nel 973, per esempio, alcuni ambasciatori di Jaropolk si presentarono all'imperatore germanico Ottone I di Sassonia e parteciparono alla dieta di Quedlinburg.
Nel 979 alcuni ambasciatori del Papa di Roma fecero una visita a Kiev.

## Morte
Jaropolk, istigato dalla cerchia dei suoi collaboratori più fedeli, tra i quali il generale Sveneld, tentò di consolidare il suo potere su tutto il territorio della Rus' di Kiev. Per questo, nel 977 uccise suo fratello Oleg durante l'assalto alla capitale drevljana Ovruč.
Subito dopo conquistò anche Velikij Novgorod, cacciandone il fratello Vladimir.
Nel 979 Vladimir, con l'aiuto di un contingente di Variaghi, riconquistò Velikij Novgorod ed entrò vincitore anche a Kiev.
Jaropork fu costretto a ritirarsi fino alla cittadella di Roden', nei pressi di Kaniv, dove fu ucciso da sicari di suo fratello.  È molto probabile che Jaropolk sia stato sepolto in un kurgan tra Roden' e Taganči.
Nel 1044 Jaroslav il Saggio ordinò di portare i resti di Jaropolk nella Chiesa delle Decime di Kiev. È anche probabile, però, che questo sepolcro di Jaropolk nella chiesa ormai distrutta, fosse soltanto un cenotafio.

## Galleria d'immagini

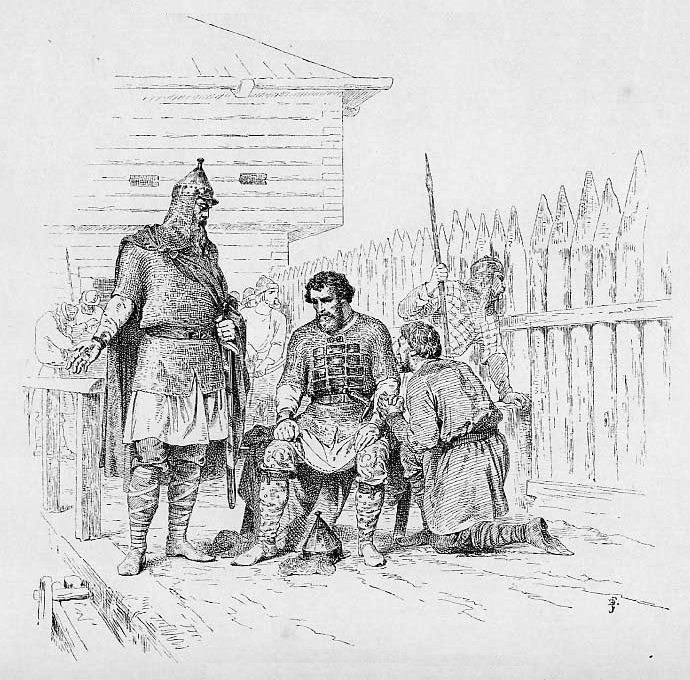
Jaropolk non ascolta i suoi consiglieri variaghi e resiste durante l'assedio della cittadella di Roden', illustrazione di Vasilij Petrovič Vereščagin dall'opuscolo "La storia dello Stato russo nelle immagini della grande potenza dei suoi governanti" (1896)
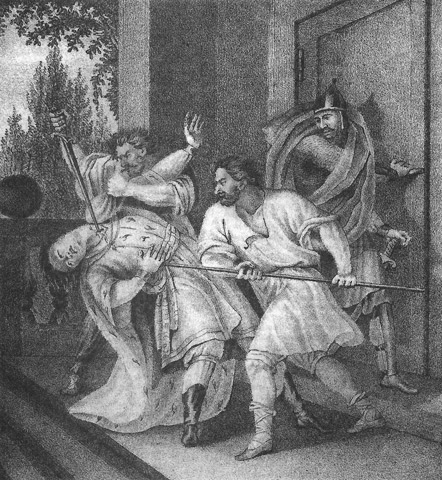
L'uccisione di Jaropolk in una incisione del XVIII secolo

## Ascendenza
|                      |   |                            | Genitori |  |  | Nonni |  |  | Bisnonni |  |  | Trisnonni               |  |
|                      |   |                            |          |  |  |       |  |  | Rjurik   |  |  | Godoslav degli Obotriti |  |
|                      |   |                            |          |  |  |       |  |  | Rjurik   |  |  | Godoslav degli Obotriti |  |
|                      |   | Umila degli Slavi di Ilmen |          |  |  |       |  |  | Rjurik   |  |  |                         |  |
| Igor' di Kiev        |   |                            |          |  |  |       |  |  | Rjurik   |  |  |                         |  |
|                      |   | Efanda                     | …        |  |  |       |  |  |          |  |  |                         |  |
|                      |   | Efanda                     | …        |  |  |       |  |  |          |  |  |                         |  |
|                      |   | Efanda                     | …        |  |  |       |  |  |          |  |  |                         |  |
| Svjatoslav I di Kiev |   | Efanda                     |          |  |  |       |  |  |          |  |  |                         |  |
|                      |   | …                          | …        |  |  |       |  |  |          |  |  |                         |  |
|                      |   | …                          | …        |  |  |       |  |  |          |  |  |                         |  |
|                      |   | …                          | …        |  |  |       |  |  |          |  |  |                         |  |
| Olga di Kiev         |   | …                          |          |  |  |       |  |  |          |  |  |                         |  |
|                      |   | …                          | …        |  |  |       |  |  |          |  |  |                         |  |
|                      |   | …                          | …        |  |  |       |  |  |          |  |  |                         |  |
|                      |   | …                          | …        |  |  |       |  |  |          |  |  |                         |  |
| Jaropolk I di Kiev   |   | …                          |          |  |  |       |  |  |          |  |  |                         |  |
|                      | … | …                          |          |  |  |       |  |  |          |  |  |                         |  |
|                      | … | …                          |          |  |  |       |  |  |          |  |  |                         |  |
|                      | … | …                          |          |  |  |       |  |  |          |  |  |                         |  |
| …                    | … |                            |          |  |  |       |  |  |          |  |  |                         |  |
|                      |   | …                          | …        |  |  |       |  |  |          |  |  |                         |  |
|                      |   | …                          | …        |  |  |       |  |  |          |  |  |                         |  |
|                      |   | …                          | …        |  |  |       |  |  |          |  |  |                         |  |
| Predslava            |   | …                          |          |  |  |       |  |  |          |  |  |                         |  |
|                      |   | …                          | …        |  |  |       |  |  |          |  |  |                         |  |
|                      |   | …                          | …        |  |  |       |  |  |          |  |  |                         |  |
|                      |   | …                          | …        |  |  |       |  |  |          |  |  |                         |  |
| …                    |   | …                          |          |  |  |       |  |  |          |  |  |                         |  |
|                      |   | …                          | …        |  |  |       |  |  |          |  |  |                         |  |
|                      |   | …                          | …        |  |  |       |  |  |          |  |  |                         |  |
|                      |   | …                          | …        |  |  |       |  |  |          |  |  |                         |  |
|                      |   | …                          |          |  |  |       |  |  |          |  |  |                         |  |